# Пасађо Верона (Казерта)
Пасађо Верона је насеље у Италији у округу Казерта, региону Кампанија.
Према процени из 2011. у насељу је живело 19 становника. Насеље се налази на надморској висини од 54 м.